# Мицко Йошев
Мицко Йошев е български революционер, деец на Вътрешната македоно-одринска революционна организация.

## Биография
Мицко Йошев е роден на 15 октомври 1884 година в битолското село Жван, тогава в Османската империя, днес в Северна Македония. Присъединява се към ВМОРО, която му възлага убийството на селския турски поляк. Мицко с брат си Стоян го убиват на 12 май 1902 година в дома си и след това стават четници на Велко Марков. Четата е предадена на 10 юни в Ракитница и в завързалото се сражение загиват войводата и няколко четници, сред които е Стоян. След това сражение Мицко Йошев е четник при Никола Карев в Крушевско, който с 4 други души го праща за Мариово при Толе Паша. Участва в Илинденско-Преображенското въстание. После е четник на Марко от Витолище и Трайко Зойката, и се сражава с дейците на гръцката въоръжена пропаганда в Македония до Хуриета от 1908 година. На 20 декември 1956 година подава молба за илинденска пенсия.